# Pueblo seri
Los seris son un pueblo indígena del estado mexicano de Sonora. La etimología de este exónimo proviene del vocablo yaqui que significa "hombre de la arena", el endónimo que utilizan es comcaac [koŋˈkɑːk]; singular: cmiique [ˈkw̃ĩːkːɛ]. La mayoría de los miembros del grupo son hablantes fluidos del idioma seri, cmiique iitom. Su territorio tradicional incluye las islas Tiburón y San Esteban.
El número de personas en el grupo continúa en crecimiento. En 1952 se registraban 215 personas; en 2006, más de 900 (según el gobierno seri).

## Territorio seri

Bandera seri.

El territorio seri, en el estado de Sonora, comprende un área aproximada de 211 000 ha de tierra, y está integrado por una parte continental y por la isla Tiburón, que se encuentra en el golfo de California, frente a la costa central del estado.
Los seris habitan principalmente en las poblaciones de El Desemboque (Haxöl Iihom, 29°30'13"N, 112°23'43"W), municipio de Pitiquito, y Punta Chueca (Socaaix, 29°0'54"N, 112°9'42"W), municipio de Hermosillo, en la costa de Sonora. Siguiendo los ciclos de pesca, la localización de algunos individuos o sus familiares puede variar, entre todos los campos pesqueros distribuidos a lo largo de 100 km de litoral.

## Infraestructura

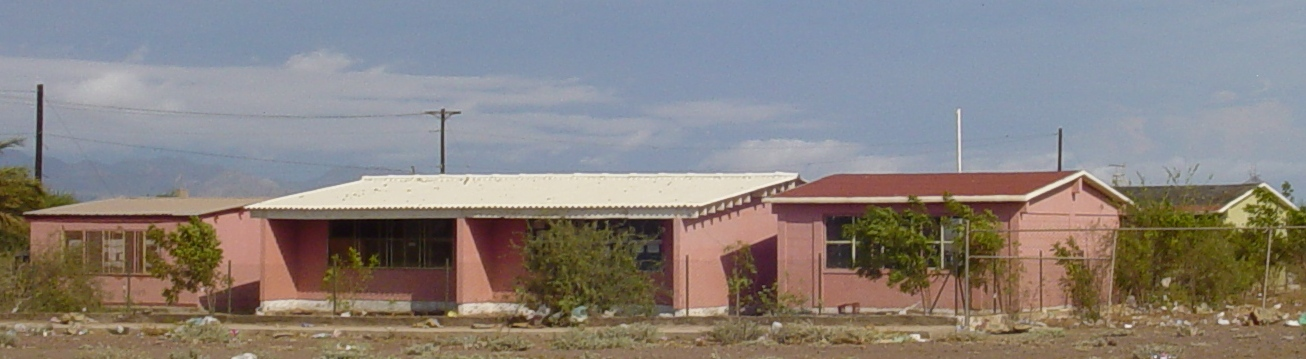
Escuela primaria en Punta Chueca (Socáaix).

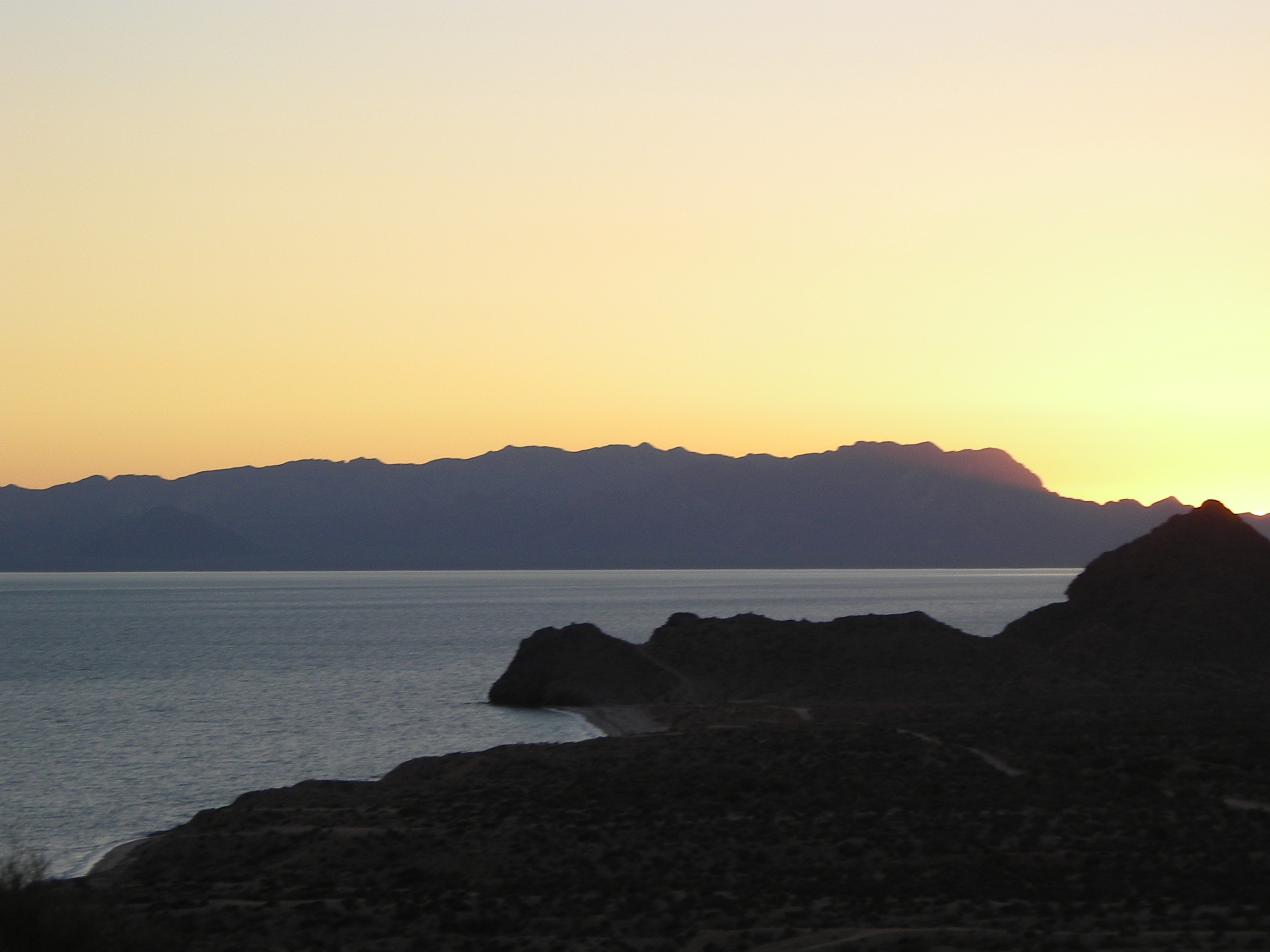
Vista de la parte sur de la isla Tiburón.

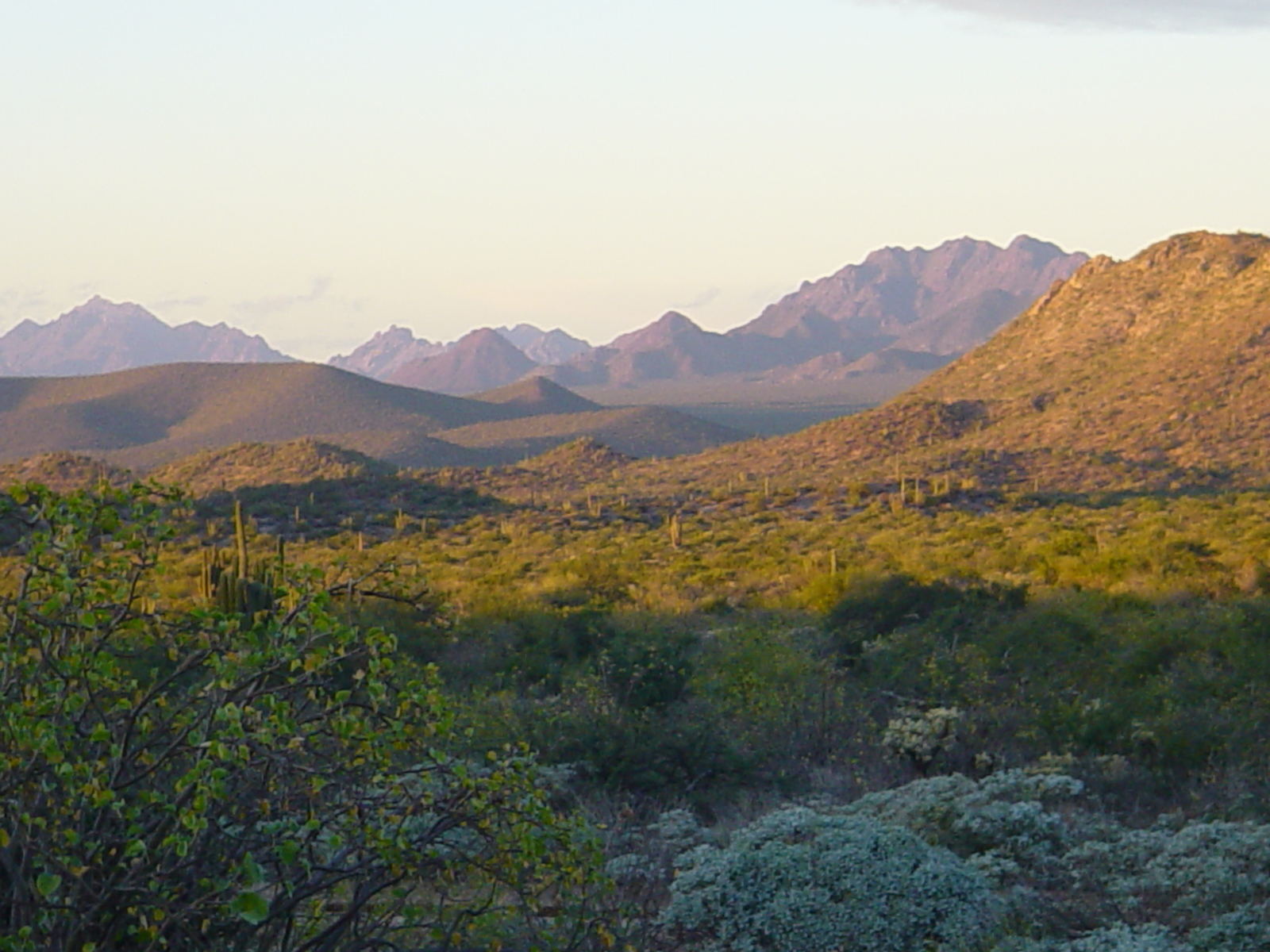
Paisaje en la parte sur del territorio seri.

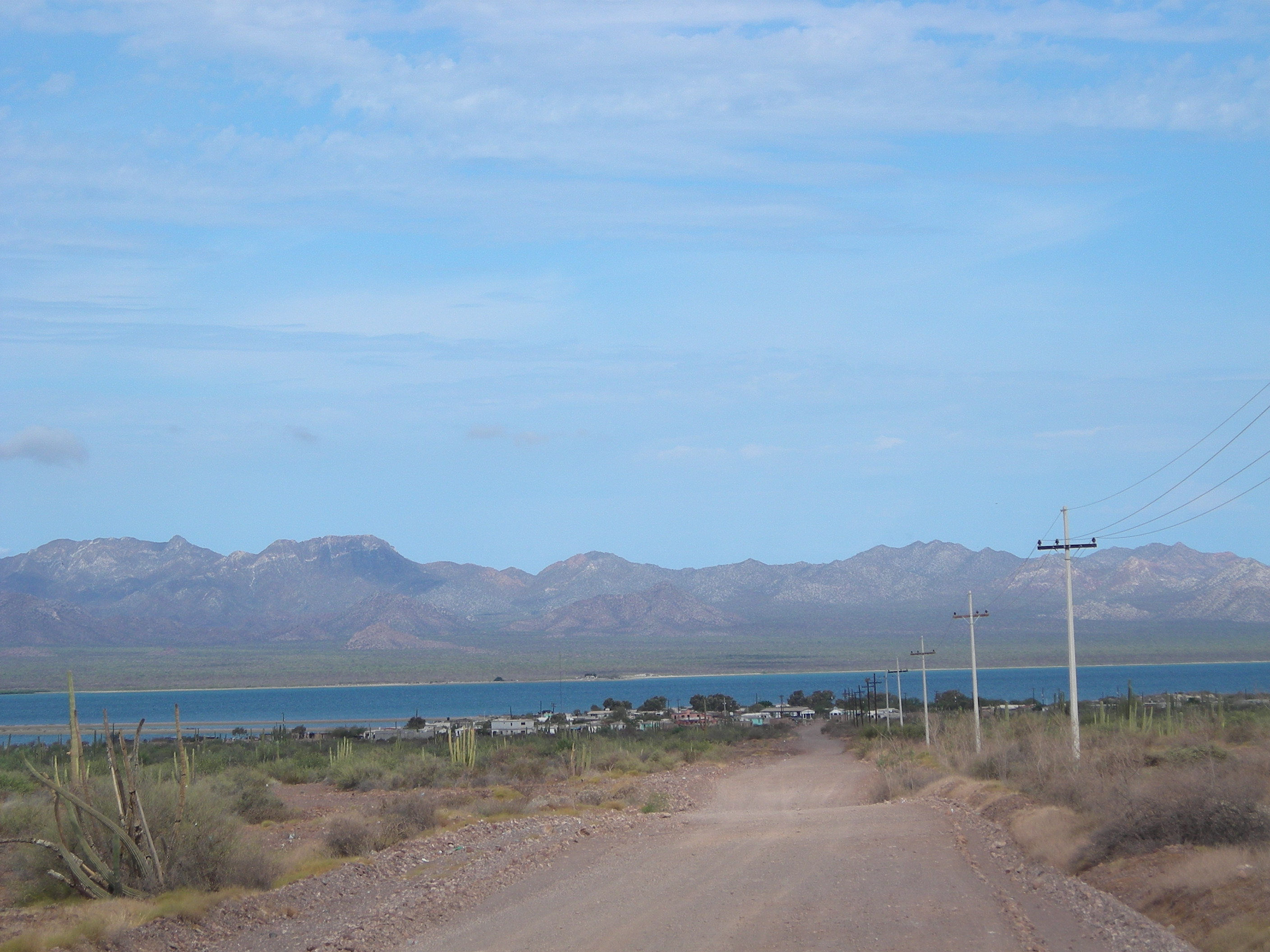
Socaaix (Punta Chueca) con la isla Tiburón en el fondo.

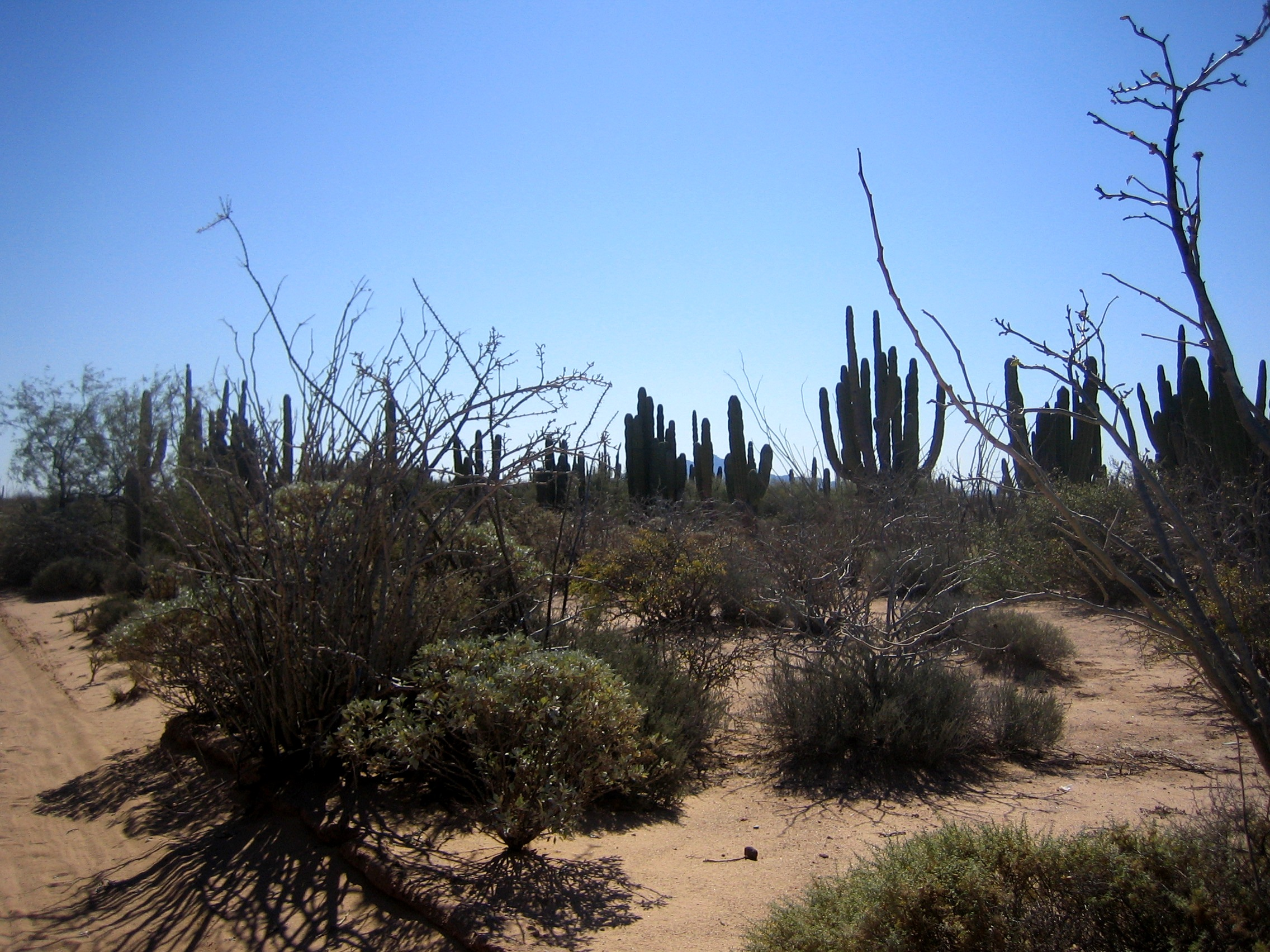
Paisaje de cardón en Sonora (México).

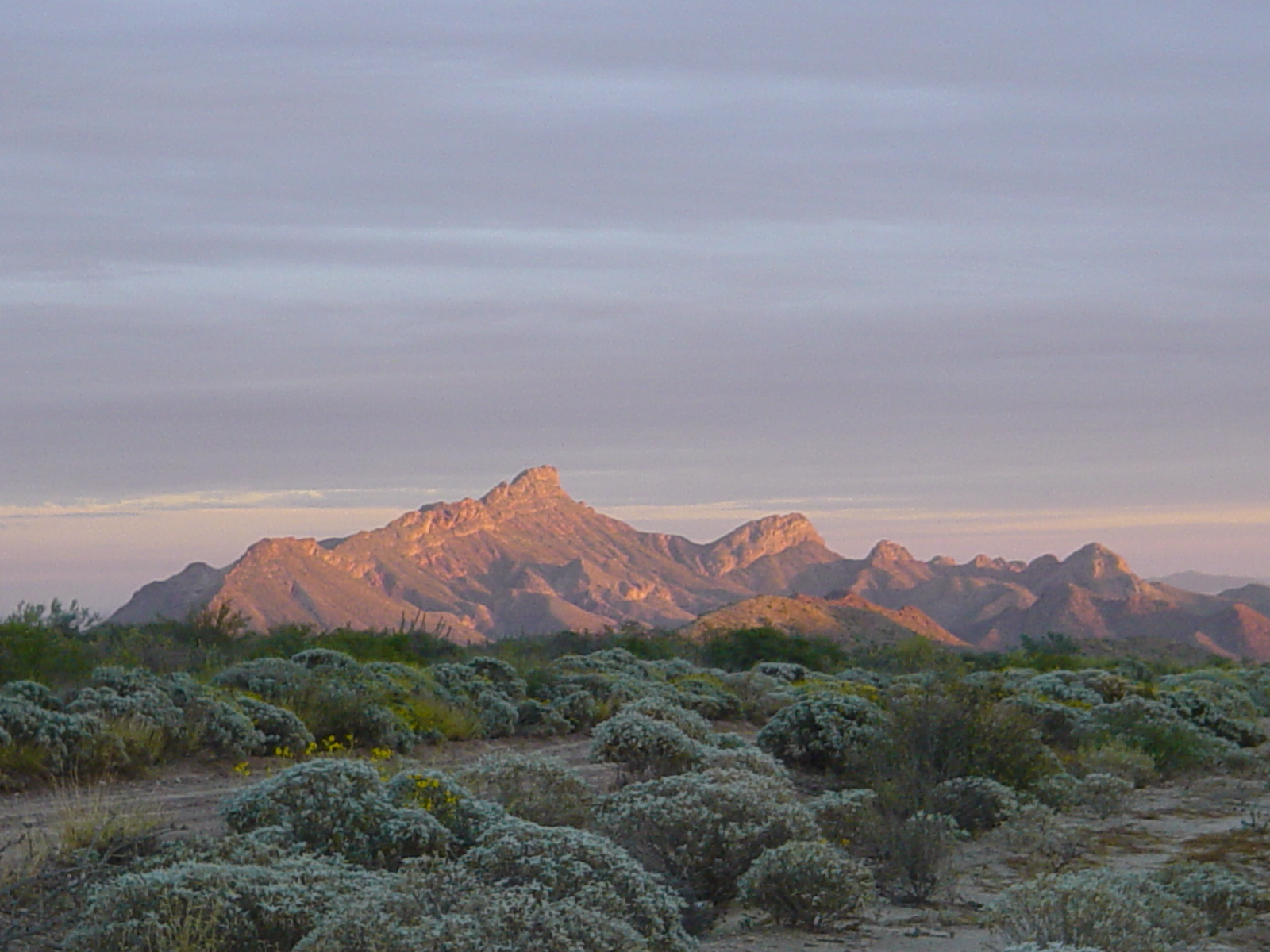
Paisaje en la parte sur del territorio seri.

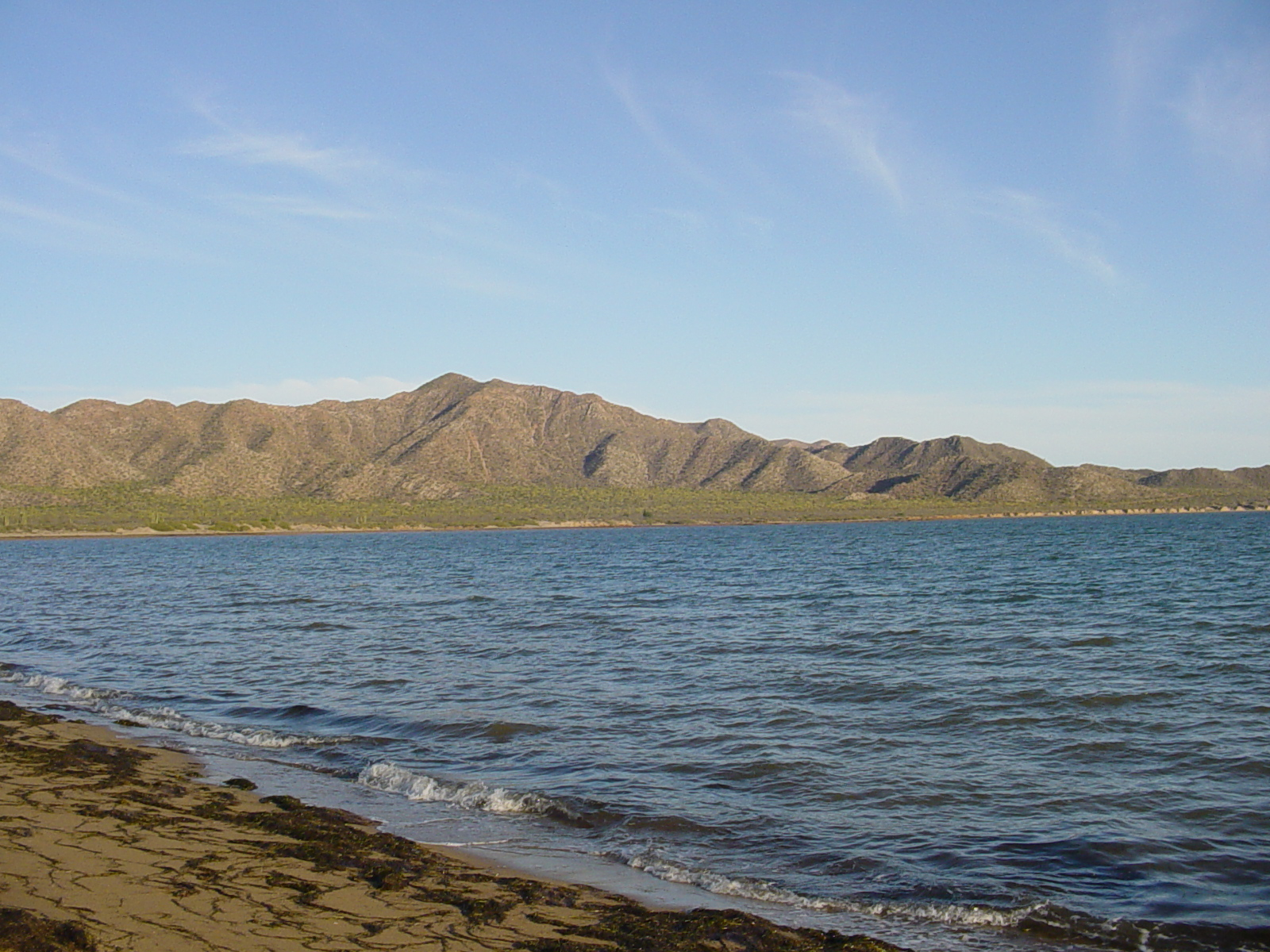
Paisaje en la parte sur del territorio seri y una parte del Xepe Coosot.

A través de una carretera al sur, la población de Punta Chueca se comunica con el poblado de Bahía de Kino. Hacia el norte, una carretera une a Desemboque con la ciudad de Puerto Libertad. Cada poblado tiene instalaciones escolares para estudiantes de nivel preescolar, secundario, y primario.

## Antecedentes
En la época prehispánica, el territorio de los seris se expandía entre las cadenas montañosas, el desierto de Encinas y el golfo de California. El territorio llegaba, al sur, hasta el río Yaqui, al norte hasta el desierto de Altar, al este llegaba hasta Horcasitas y al oeste llegaba a ocupar islas cercanas como Tiburón, San Esteban, Patos y Alcatraz. Al ser un pueblo nómada, los seris recorrían un área que corresponde a catorce municipios actuales de Sonora. Se cree que en esa época, el pueblo seri estaba organizado en seis bandas, divididas a su vez en clanes. De manera cotidiana, no existían las figuras de jefe de clan ni de banda, los cuales eran nombrados únicamente en épocas extraordinarias como la guerra, o tiempos difíciles de escasa recolección, caza y pesca. Solamente era nombrado para cumplir tal función el individuo más capacitado. El papel de la mujer seri era encargar de la recolección que garantizaba el sustento diario.
Los grupos reconocidos por los seris eran:
- xiica hai iic coii ('los que viven hacia el viento'), grupo 1 que habitaban una zona (al norte de los otros grupos), que colindaba al norte de Puerto Lobos hasta la Bahía de Tecopa al sur y al este era delimitada por el río San Ignacio, se les conocía también como tepocas y salineros.
- xiica xnaai iic coii ('los que viven hacia el sur'), grupo 2 que habitaba la costa desde Bahía de Kino hasta el cerro Tetakawi en Guaymas. Se les conocía como tastioteños.
- Tahejöc comcaac ('gente de la isla Tiburón'), grupo 3 que habitaba las costas norte, oriental y occidental de la isla Tiburón y la costa continental frente a ella; al norte de donde estaban los xiica xnaai iic coii. Se les conoce como Seri o Tiburones. Los españoles llamaron a la isla "Tiburón", los investigadores y los locales usan el término "Tahejöc", pero el significado de esta etimología se ha perdido con el paso de los siglos.[3]
- heeno comcaac ('gente del desierto'), grupo 4 que habitaba el valle central de la isla Tiburón.
- xnaamotat ('los que vinieron del sur'), grupo 5 que habitaba una franja pequeña entre los xiica hai iic coii y los Tahejöc comcaac. Este grupo es posible que hayan sido los upanguayma, que eran guerreros y se abrieron paso hacia el norte.
- xiica Hast ano coii ('los que viven en la isla San Esteban'), grupo 6 que habitaba la isla San Esteban –llamada también Coftéecöl– y la costa sur de la isla Tiburón.

También se menciona como hipótesis no comprobada los Hant Ihíini comcáac ('la gente seri de Baja California'), o Hast Quita quihíizitam ('los que nacieron en Hast Quita' en Baja California).
Los comcaac eran la antítesis de lo que buscaban los conquistadores españoles: su territorio no era fácilmente aprovechable, no tenían riquezas acumuladas, no producían lo suficiente para hacer redituable la conquista y no eran apropiados como mano de obra para cultivar y servir, ya que desconocían esas actividades. Por ello, los seris conservaron durante más tiempo que otros pueblos indígenas su autonomía y su cultura. Durante el periodo colonial, los contactos más estables se dieron entre los seris y los jesuitas, quienes intentaron concentrarlos en pueblos para evangelizarlos y enseñarles labores agrícolas. Ninguno de sus esfuerzos tuvo éxito y los comcaac siempre regresaron a la vida del desierto, por lo que fueron considerados como un grupo belicoso, dedicado al pillaje, robo y matanza del ganado. 
Los españoles primero y los mexicanos más tarde, reaccionaron ante los comcaac con políticas de exterminio, lo que condujo al aniquilamiento casi total del grupo. Sin embargo, los seris nunca fueron formalmente conquistados y, menos aún, evangelizados y pacificados durante esa época. Poco a poco fueron confinados a una parte de su territorio, diezmados en su número y obligados a aceptar intercambios no siempre ventajosos con los colonizadores no indígenas.
Ya para el periodo independiente se había desarticulado el sistema de organización de bandas y habían perdido casi la totalidad de sus dominios en la tierra continental. No obstante, fue a lo largo de los dos primeros tercios del siglo XIX cuando fueron más perseguidos y prácticamente aniquilados tanto por los soldados como por los rancheros mexicanos, quienes mediante la nueva tecnología podían utilizar los recursos naturales que aún quedaban en manos de los seris; algunos de éstos lograron huir y refugiarse en la isla Tiburón.
La escasez de agua y animales para la caza, además de diversas enfermedades, fueron los factores predominantes para que los seris abandonaran su refugio en la isla Tiburón y volvieran a incursionar en tierras continentales, primero para ser contratados temporalmente por comerciantes de pescado y rancheros, después para establecerse definitivamente. Entre las causas externas que permitieron su retorno con éxito está principalmente la crisis de 1929, que provocó grandes migraciones de pobladores empobrecidos hacia ciudades y centros agrícolas del Norte y Noreste de México, lo que aumentó el consumo de pescado y otros productos marinos de menor precio que la carne de res. Desde ese momento, los seris empezaron a tener como elemento esencial de su economía el intercambio comercial y la utilización del dinero en sus operaciones de mercado. Con ello se inicia un periodo en el cual se suceden con mayor velocidad y profundidad los cambios en su estructura organizativa y cultural.
A su retorno de la isla Tiburón, los seris se establecieron a lo largo de la costa, hasta que en 1936 el entonces presidente de la República, general Lázaro Cárdenas, atendiendo a sus demandas de apoyo, promovió su organización en cooperativas de pescadores, les proporcionó el equipo necesario y los concentró en el poblado de Bahía de Kino. Sin embargo, al irse colonizando cada vez más este poblado por pescadores no indígenas, los seris se trasladaron a Desemboque, usando como campamentos ocasionales algunos campos intermedios. En 1970 fue reconocido su territorio cuando el presidente Luis Echeverría les dotó en ejido una franja costera de 91 000 ha, lo que corresponde al 0,5 % de la superficie total del estado. En 1975, con varios decretos más, el mismo presidente declara el estrecho del Infiernillo como zona de pesca exclusiva seri y les otorgó simbólicamente como posesión comunal la isla Tiburón, ya decretada en 1963 como zona de reserva ecológica.

## Lengua
La lengua de los seris, cmiique iitom, es una lengua aislada, dado que no se ha mostrado con evidencia suficiente su relación genética a ninguna otra lengua. Actualmente la mayoría de la población es bilingüe a cierto nivel, aunque con preferencia habla su propia lengua en todas sus actividades locales. Los hablantes mantienen una tradición oral enormemente rica que preserva su historia y cultura. En las últimas décadas, una pequeñísima parte de esta tradición se ha presentado en forma escrita.
Los seris mantienen su lengua con gran vitalidad y en lugar de adoptar términos del español para designar los nuevos elementos culturales que se han agregado a su vida, continúan creando términos nuevos.

## Salud
Es casi nulo el conocimiento que se tiene sobre la existencia de terapeutas y técnicas tradicionales entre los seris. Han poseído conocimientos sobre algunas plantas que utilizan para curar enfermedades leves.

## Vivienda
En los poblados, las casas son mayoritariamente de bloques de hormigón y techo de hormigón o amianto, aunque es posible todavía encontrar algunas viviendas de lámina de cartón. Por lo general constan de cocina, comedor, baño y uno o dos dormitorios. Este tipo de vivienda fue promovido y apoyado por el gobierno federal y estatal entre 1974 y 1984.[cita requerida]
En los campos pesqueros todavía es posible encontrar casas tradicionales que son paravientos de hierbas acomodadas y otros materiales (tradicionalmente carapachos de caguama) encima de un armazón de ocotillo (Fouquieria splendens), doblados y amarrados, los cuales forman una especie de túnel. Sirven para una sola familia y son adecuados para una vida nómada. Este tipo de construcción se utiliza en las fiestas tradicionales.

## Artesanía

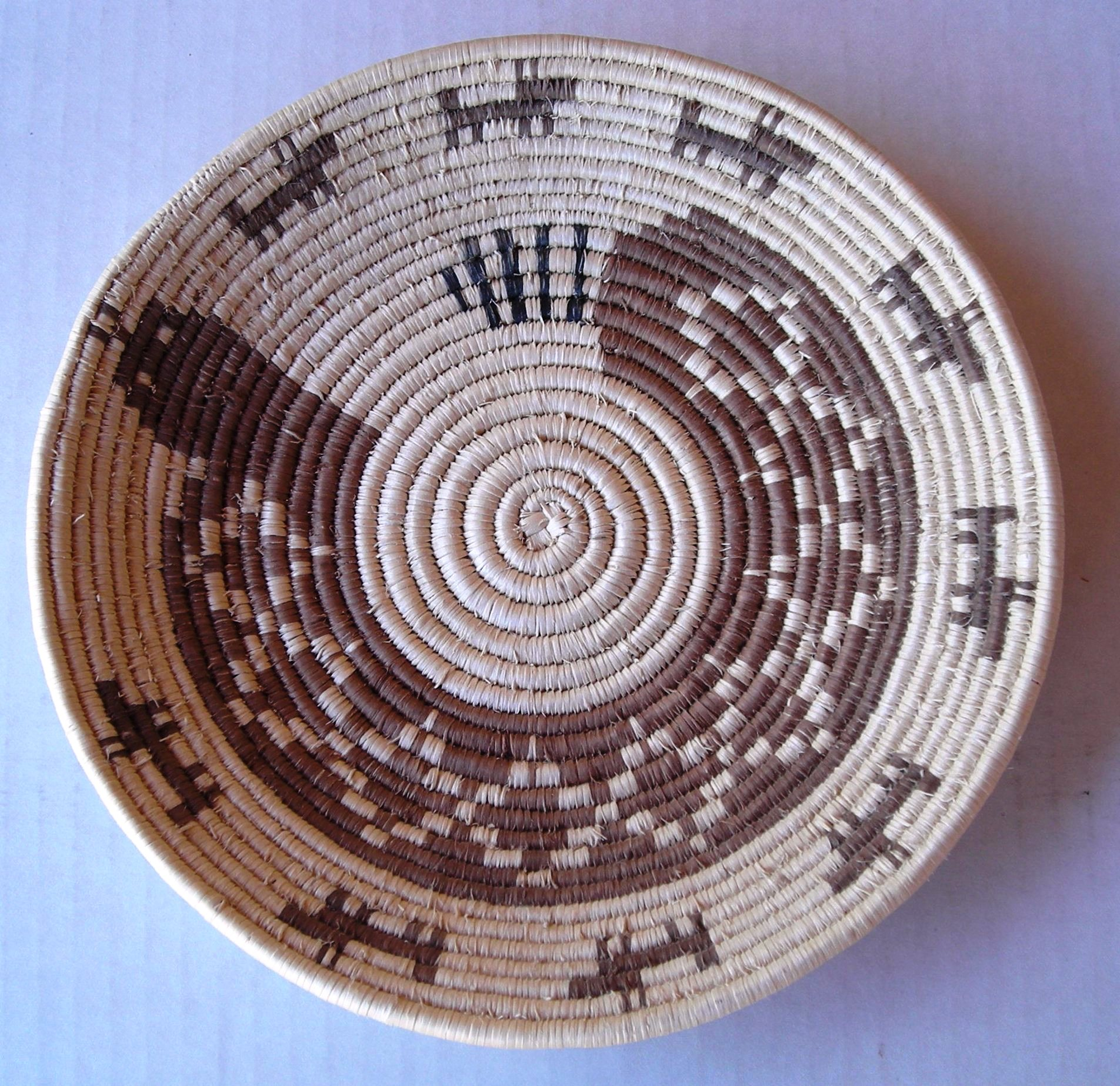
Canasta pequeña seri del estilo hasaj (corita)

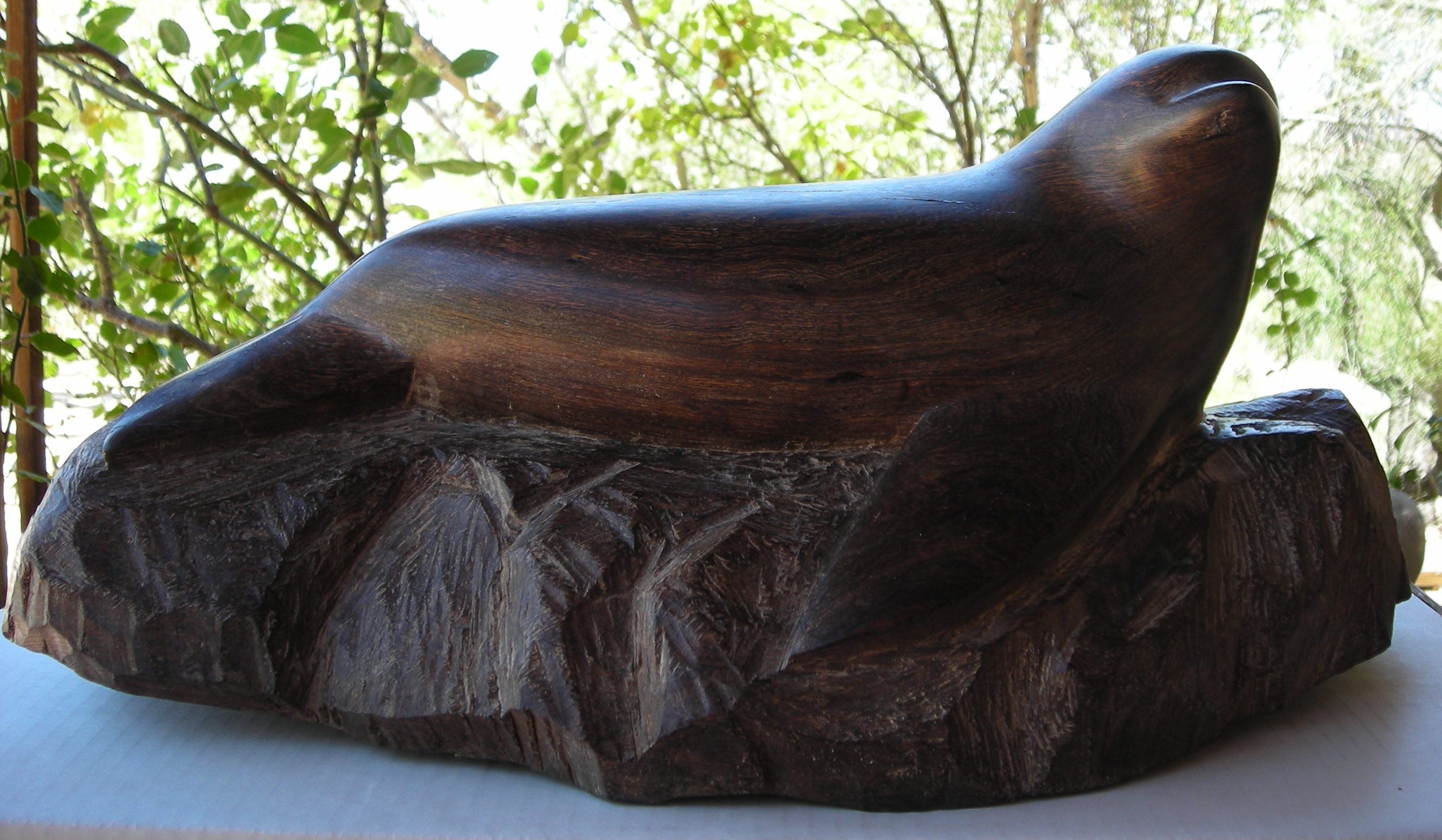
Figura de palo fierro hecha por Aurora Astorga (c. 1975).

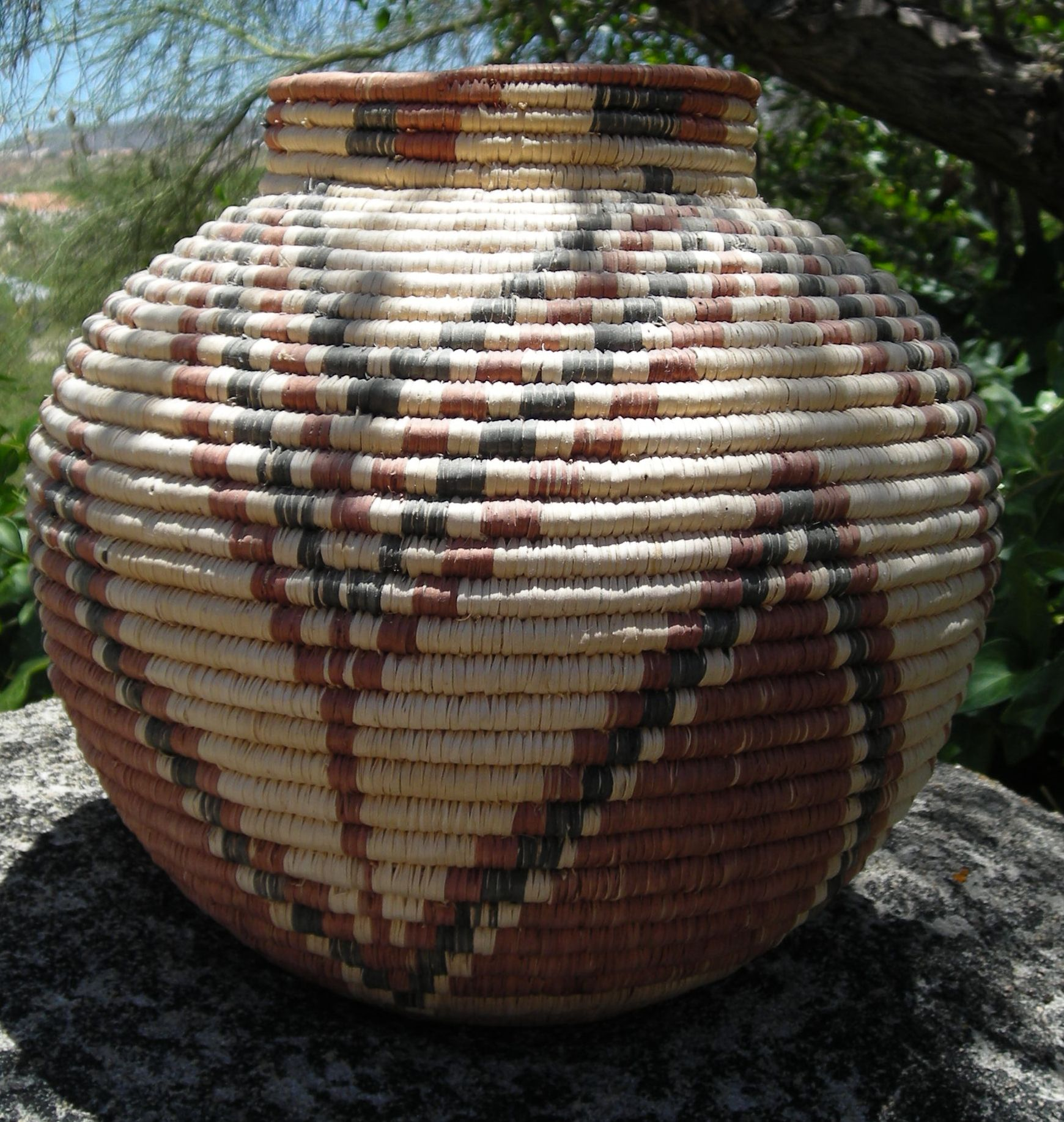
Canasta del estilo haat hanóohcö

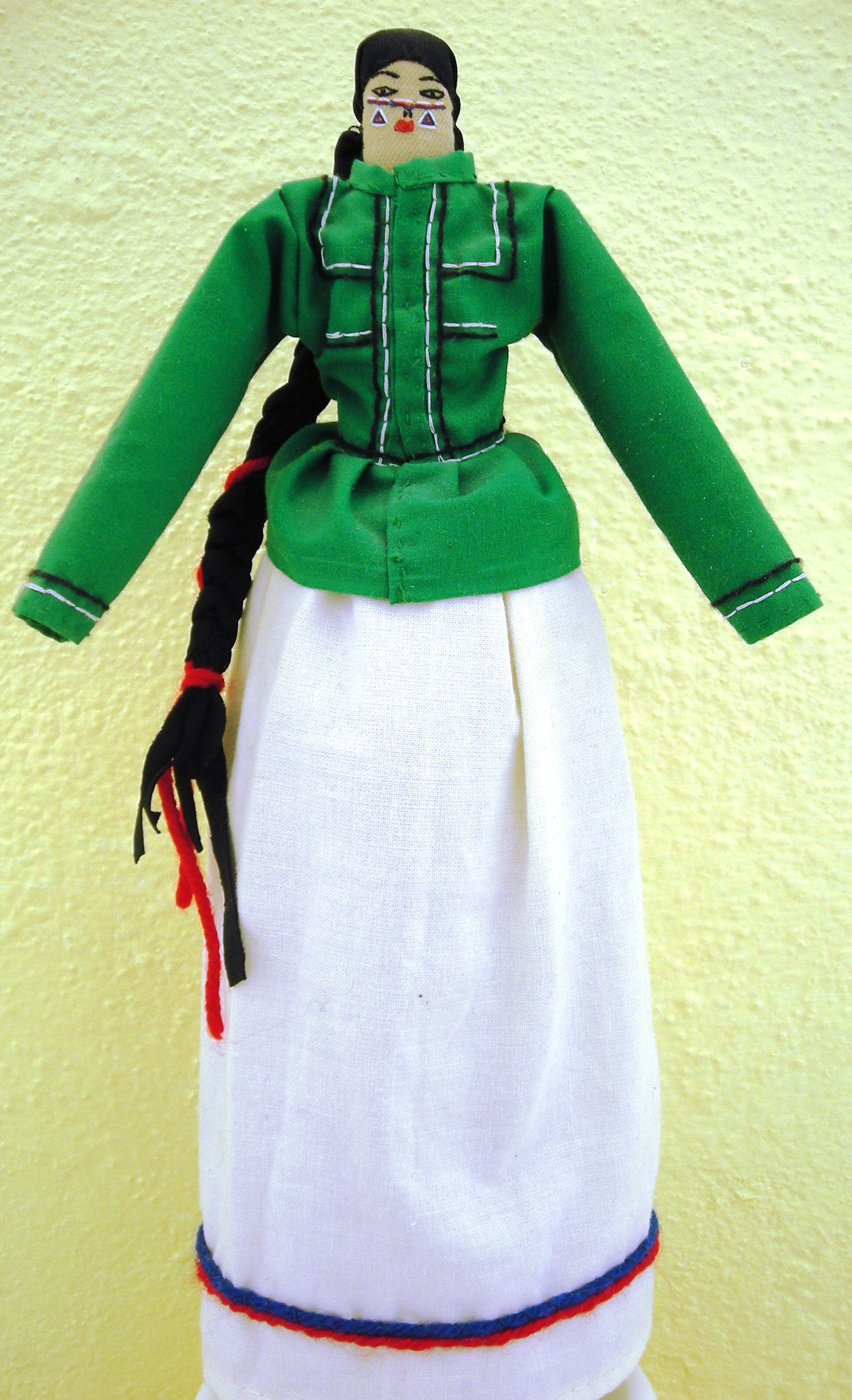
Muñeca seri moderna que muestra traje tradicional de mujer.

El trabajo artesanal, las llamadas artesanías de palo fierro, consiste actualmente en el tallado en madera del árbol homónimo (palo fierro, Olneya tesota), el tejido de canastas de la planta haat (torote o sangrengrado, Jatropha cuneata) y la elaboración de collares (principalmente de huesos y conchas). El tallado de palo fierro fue iniciado por José Astorga y empezó a evolucionar gracias a las sugerencias de varios estadounidenses a quienes conocía. En las últimas décadas, los ingresos del trabajo con el palo fierro son cada vez menores por la competencia que hay de artistas no indígenas.
Las canastas se hacen principalmente en dos estilos: la corita, hasaj (que es la canasta más tradicional) y haat hanoohcö, que tiene forma de olla. La elaboración de las canastas es una actividad que se practica desde la época prehispánica. Su producción es muy laboriosa, ya que exige una gran inversión de tiempo que varía entre una semana, si es pequeña (20 cm), hasta uno o dos años si es muy grande (1.5 m), aunque nunca se dedica tiempo completo a la elaboración de estas obras de arte. Cuando se termina una de las canastas enormes, saptim o sapim, se hace una ceremonia especial. Las canastas más grandes ahora se encuentran en los museos.
Los collares, de variados y creativos diseños, se elaboran con caracoles, conchas, vértebras de víbora de cascabel y de pescado, semillas y, últimamente, también con chaquira. Es un trabajo artesanal que, al igual que los otros, ocupa un tiempo más o menos constante entre las mujeres.
Las muñecas seris han sido objetos famosos durante la historia. Demostrando una gran creatividad imaginativa, están realizadas sobre varios tipos de materiales, muchas veces sobre una base de hueso. Casi nunca tienen indicación de la cara o los ojos. Algunas de las muñecas actuales, más sofisticadas y generalmente hechas para turistas, tienen trajes completos del estilo que se considera vestimenta típica de la primera mitad del siglo XX. Para la mujer incluye una falda larga y una blusa con mangas largas y holanes.

## Territorio y ecología

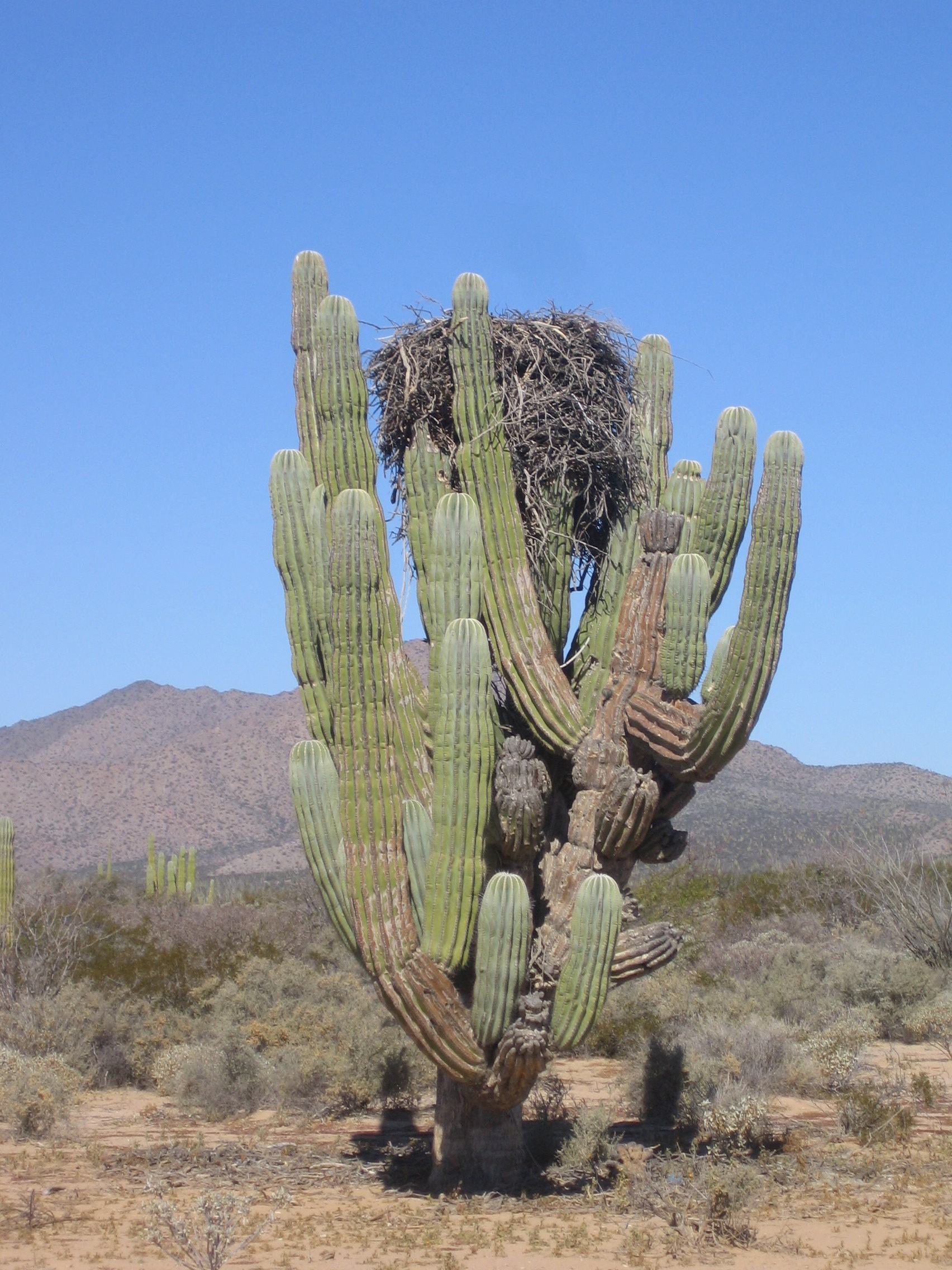
Nido de águila sobre un cardón en Sonora (México).

El territorio actual de los comcaac tiene una superficie total de 211 000 ha, de las cuales 91 000 fueron dotadas por la vía ejidal y 120 000 por vía de dotación comunal. Por la extensión territorial con la que han sido dotados y por el poco número de miembros de la tribu, los seris, junto con los lacandones, pueden ser considerados como los indígenas con mayor posesión de tierras en el país. Sin embargo, en el caso de los seris, las difíciles condiciones ecológicas de su hábitat hacen muy difícil su aprovechamiento para la agricultura. De ahí que los seris nunca practicaran la agricultura en toda su historia.[cita requerida]
En general, la superficie de su territorio es plana, salvo algunas elevaciones como la sierra Seri, en la costa, y la sierra Kunkaak, en la isla Tiburón con 1218 m s. n. m. Los suelos son por lo general poco profundos, en algunas partes hasta con un 80 % de pedregosidad, y, aun cuando hay áreas con dunas, éstas son pobres en nitrógeno y materia orgánica. Por su textura, los suelos son de tipo francoarenoso y arenoso en los valles. Por sus características permeables no cuentan con ríos, lagos o corrientes importantes, salvo el río de San Ignacio que nace en la sierra cercana y muere cerca de Desemboque, pero que es temporal y de poco caudal. La isla Tiburón está provista de cinco aguajes que no son suficientes para sostener a la población seri total.
En esta región el clima es caluroso con precipitaciones pluviales de 75 a 200 mm por año; el tipo de clima predominante es sumamente seco o desértico. Es posible registrar temperaturas mínimas de -8.5 °C en los meses de diciembre a febrero y de 49.5 °C entre los meses de junio y agosto. Con tales características, el desarrollo de la agricultura ha sido hasta ahora imposible y aún la ganadería ha encontrado dificultades, pues el índice de agostadero es de 50 a 60 ha por cabeza de ganado y sin manantiales o pozos de agua. Por tanto, la principal fuente de aprovechamiento de sus recursos sigue siendo los casi 100 km de litoral que poseen para su uso exclusivo. Pese a la aridez del desierto que habitan, los seris aprovechan la flora y la fauna de la zona. Así, la pesca y el trabajo con jaibas y callo de hacha, junto con el tallado de palo fierro y la elaboración de canastas tradicionales y collares, han sido las principales fuentes de ingresos para la familia seri. La pesca de autoconsumo que se realiza durante todo el año se complementa con la caza y la recolección de otras especies alimenticias con el fin de mejorar finalmente la dieta. Por lo general, los seris no acostumbran a salir de su territorio en busca de trabajo.
El estudio del conocimiento seri de su ambiente físico que resultó en la publicación de la etnobotánica seri despertó la conciencia de muchas personas para entender que este grupo cultural ha preservado mucha información –adquirida durante siglos de convivencia y ahora a punto de perderse– acerca de la flora y fauna de la zona.
El biólogo mexicano Héctor M. Hernández afirma que un caso único en el mundo era el uso que los seris le daban a la Zostera marina, única angiosperma marina que ha sido aprovechada como alimento. Esta planta crece sumergida en el mar, a una profundidad de medio metro a tres metros. Cada primavera los seris recolectaban los frutos maduros de ese vegetal, similares a granos de arroz.

## Organización social
A través de las relaciones de parentesco, los seris llegaron a establecer sistemas de ayuda recíproca y de distribución de recursos que aseguraban la supervivencia total del grupo. Destaca el mecanismo denominado quiimosim, el cual da derecho a todo miembro de la tribu a pedir parte de la comida que se consuma en cualquier parte de la comunidad sin necesidad de una invitación previa; o bien, el canoaa an hant cooit, derecho a pedir pescado para comer a cualquier panga que llega del mar. Además, mediante un sistema bastante complejo, se comparten los bienes entre las familias.
Con la integración formal de los comcaac a la vida nacional, se han visto obligados a nombrar una serie de autoridades tales como el consejo supremo, el comisariado ejidal, el consejo de bienes comunales y una sociedad cooperativa pesquera.

## Cosmología y religión
El sistema de gobierno religioso-festivo que los seris desarrollaron no es muy complejo.  Sus manifestaciones culturales se basan en la forma en que interpretación su entorno, por ejemplo, los ritos y las fiestas tienen una caracterización estrechamente relacionadas con la naturaleza, con los aspectos biológicos y sociales del grupo. Dentro de estas costumbres, destacan sus ritos tradicionales que son vinculados con el inicio de la pubertad y con la muerte. Los cantos, narraciones y relatos suelen girar en torno al mar, los animales, así como en las antiguas hazañas de sus héroes y guerreros. Este pueblo se caracteriza por no ser evangelizado formalmente en la época colonial, por lo tanto, carecen de los elementos católicos que se encuentran en otros grupos indígenas.
En la zona seri no hay ninguna iglesia católica ni sacerdotes de este culto. Existen dos templos protestantes de la Iglesia Apostólica de la Fe en Cristo Jesús, iglesia a la que pertenecen muchas personas de la comunidad. A pesar de todo, mantienen en su lengua y sus prácticas esa matriz cultural que los asocia directamente con la naturaleza.

## Música
Los seris han conservado mucho de su música autóctona, lo cual los distingue de casi todos los otros grupos étnicos de México. La música instrumental y la mayoría de los instrumentos tradicionales no siguen en uso, pero las canciones siguen siendo una parte importante de la cultura seri moderna.
Hay varias clases de canciones, pero no todas son bien representadas actualmente, y algunas se prestan más a presentaciones públicas. Las más interesantes se cantan en situaciones privadas. Los tipos de canciones incluyen (1) icoosyat 'canciones de los gigantes', (2) iquimooni 'canciones de victoria', (3) icooha 'canciones de luto', (4) hacáatol cöicoos 'canciones del chamán', (5) cmaam cöicoos 'canciones de amor a una mujer', (6) icocooxa 'arrullos', (7) xepe án cöicoos y hehe án cöicoos 'canciones de la naturaleza', y (8) icoos icooit 'canciones para los bailes' (que es el tipo más visible en varios eventos pero el menos propio de los seris, tratándose de un préstamo cultural).

## Fiestas

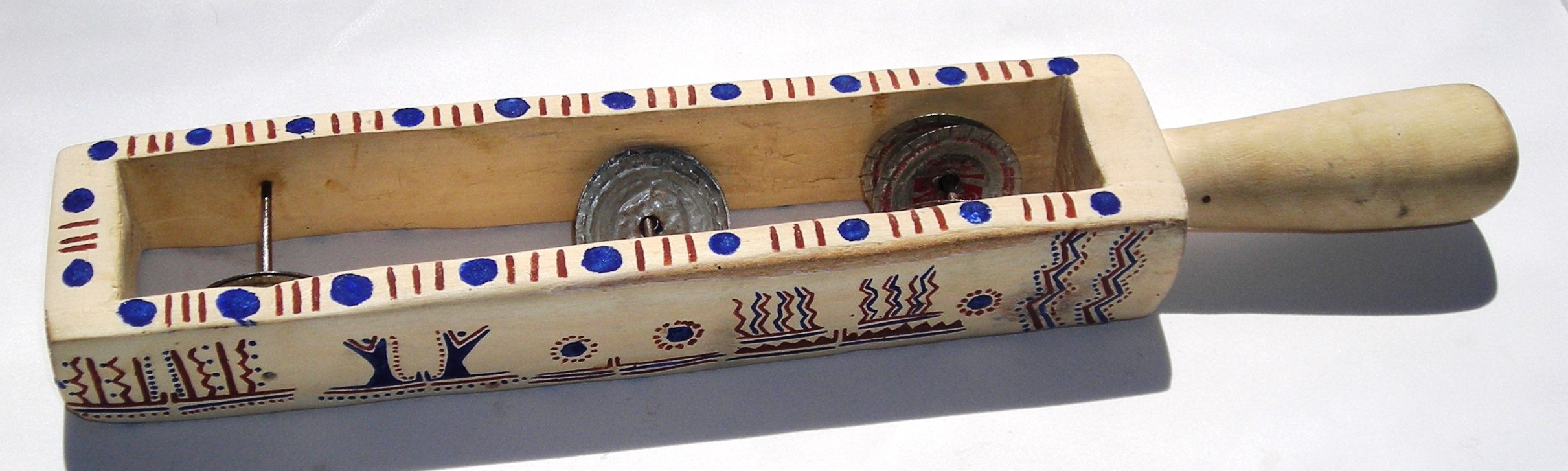
Sonaja seri confeccionada para turistas.

Sus principales fiestas son de la juventud, la celebración del inicio del año nuevo seri y el término de la elaboración de una canasta del tipo saptim. Anteriormente, cuando todavía había tortugas de siete filos (tortugas laúd) en el Golfo, también había fiesta especial cuando se traía viva a una de ellas al campo. Para sus ceremonias emplean sonajas de hojalata (ziix haqueenla); los zumbadores de madera ahora se ven raramente.

## Referencia en la literatura y el cine
El etnólogo y escritor Francisco Rojas González publicó en 1947 su novela Lola Casanova. Con base en esta obra, la directora de cine Matilde Landeta rodó en 1949 el filme homónimo. El argumento versa acerca de que a fines del siglo XIX, la protagonista Lola y sus acompañantes son asaltados en un camino por una banda de indios seris comandada por el jefe Coyote Iguana. La joven, descendiente de catalanes, es la única sobreviviente del ataque; queda al cuidado de las mujeres de la tribu, y pasará el resto de su vida en esa comunidad del desierto sonorense.
En 1974 se realizó un documental sobre el pueblo Seri llamada "Los que viven donde el viento sopla suave" por Felipe Cazals. Donde por medio de entrevistas abordan la problemática económica, social y política que sufría el pueblo en esos años.

## Relaciones con otros pueblos
Los principales contactos de los seris son con la población no indígena de Puerto Libertad, Bahía de Kino y Hermosillo, y se dan en el ámbito del comercio y los servicios. Las relaciones con otros indígenas de Sonora han sido propiciadas por instituciones gubernamentales y no gubernamentales que han promovido consejos de índole política y cultural. Han desarrollado además mucho contacto con personas fuera de la comunidad, tanto mexicanas como extranjeras, en los ámbitos de investigación científica, el comercio, la educación y las actividades de la iglesia.